# منظمة خيرية

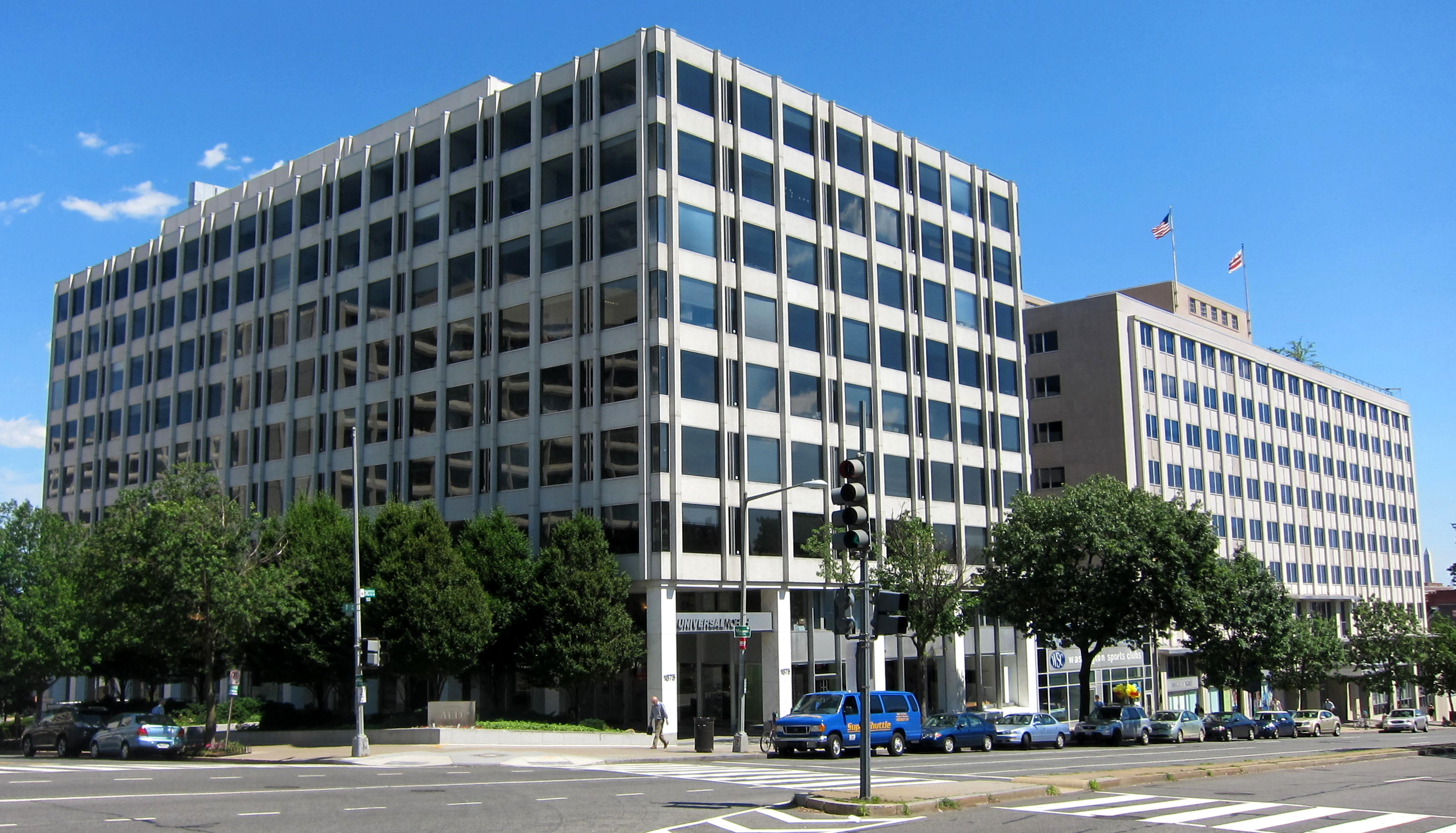
مكاتب جمعية السرطان الأمريكية في مدينة واشنطن

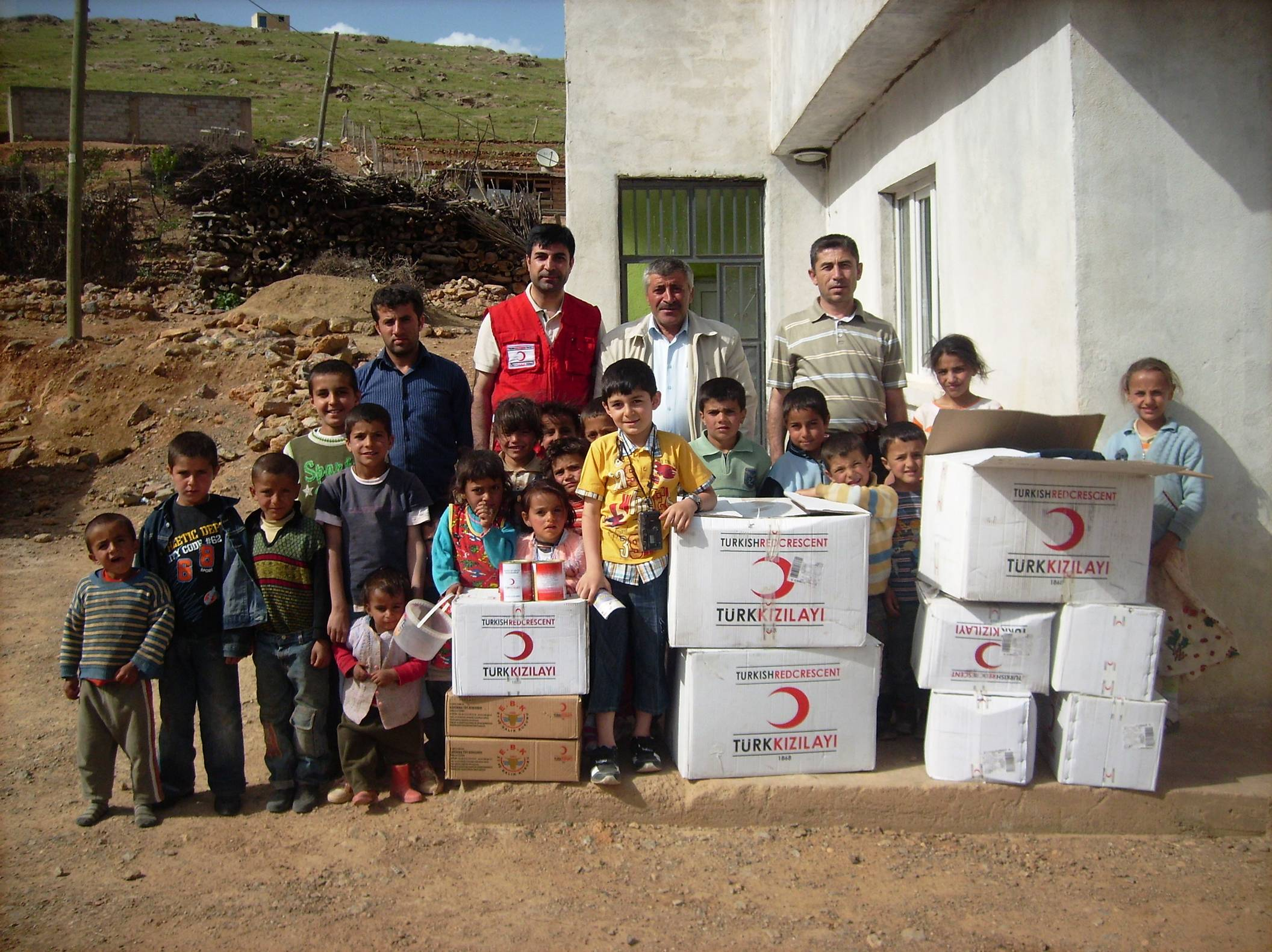
مساعدات من الهلال الأحمر التركي.

المنظمة الخيرية أو المؤسسة الخيرية هي منظمة غير ربحية. فهي تختلف عن المنظمات الأخرى غير الربحية حيث إنها تركز على الأهداف غير الربحية والخيرية وكذلك الرخاء الاجتماعي (مثل: أنشطة خيرية وتعليمية ودينية أو غيرها من الأنشطة التي تخدم المصالح العامة).
يختلف التعريف القانوني للمنظمة الخيرية (و للمؤسسة الخيرية) وفقاً للبلد وفي بعض الحالات وفقاً لمنطقة البلد التي تعمل فيها المنظمة الخيرية. وأيضاً تختلف الأنظمة وجدول الضرائب والطريقة التي يؤثر قانون المؤسسة الخيرية على المنظمة الخيرية. الأرقام المالية (على سبيل المثال: استرداد الضريبة والارادات من جمع الأموال والإيرادات من بيع السلع والخدمات أو من عائدات الاستثمار) هي مؤشرات هامه لتقدير الاستدامة المالية للمؤسسة الخيرية وخاصة للمقيمين الخيريين. وهذه المعلومات يمكن أن تؤثر على سمعة المؤسسة الخيرية مع الجهات المانحة والمجتمعات وبالتالي يؤثر على المكاسب المالية للمؤسسة الخيرية.

## أستراليا

### تعريف المؤسسة الخيرية
يشتق تعريف المؤسسة الخيرية في أستراليا من خلال القانون العام الإنجليزي، فهو في الأصل من قانون الأغراض الخيرية عام 1601 ومن ثم من خلال عدة قرون من أحكام القضاء التي تستند إليه. وفي عام 2002 أجرت الحكومة الفدرالية تحقيق في تعريف المؤسسة الخيرية. وأقترح التحقيق أن على الحكومة أن تضع قانون لتعريف المؤسسة الخيرية مبني على المبادئ التي وضعت خلال أحكام القضاء. ونتج ذلك في بند المؤسسات الخيرية عام 2003. ويشمل البند على عدة أحكام مثل القيود المفروضة على المؤسسات الخيرية في تورطهم في الحملات السياسية والتي شهدت العديد من المؤسسات الخيرية باعتبارها قيام غير مرغوب فيه من أحكام القضاء. ثم عينت الحكومة مجلس الضرائب للتحقيق في التشاورات مع المؤسسات الخيرية على ذلك البند. ونتيجة لانتقادات كثيرة من الجمعيات الخيرية، قررت الحكومة التخلي عن البند.
نتيجة لذلك، عرضت الحكومة تمديد لقانون الهدف الخيري عام 2004. لم يشرع هذا البند على تدوين قوانين تعريف الهدف الخيري. فإنها مجرد سعي إلى توضيح بعض الأهداف بأنها بالفعل خيرية وأن مركزها الخيري خاضع للتشكيك القانوني. وإن هذه الأهداف: رعاية الأطفال وجماعات المساعدة الذاتية وأوامر دينية مغلقة/متأملة.
لجمع المال بشكل علني، يطلب من المؤسسات الخيرية في أستراليا للتسجيل في السلطات القضائية للولاية التي يرغبون في جمع الأموال فيها كما يجب أن تسجل في كل وأي ولاية تنوي لجمع الأموال بشكل علني. على سبيل المثال، في ولاية كوينزلاند يجب على المؤسسات الخيرية أن تسجل مع مكتب ولاية كوينزلاند للتجارة المشروعة. مثال على مؤسسة خيرية أسترالية مسجلة في ولاية كوينزلاند، مؤسسة Sunnykids. بينما يمكن للمؤسسة الخيرية Sunnykids جمع الأموال بشكل علني لأهداف خيرية وأن هذه التبرعات معفاة من الضرائب في كل الدول والأقاليم الأسترالية إذاً يمكن أن تجمع الأموال في ولاية كوينزلاند فقط. حيث إنها الولاية الوحيدة التي يتم فيها تسجيل المؤسسة الخيرية لجمع الأموال. لكي تجمع المؤسسة الخيرية أموال في الولايات والأقاليم الأسترالية السبعة المتبقية فانه يجب عليها أن تسجل في كل دوله أو إقليم على حدة. إن العديد من المؤسسات الخيرية الأسترالية تدعو الحكومات الاتحادية وحكومات الولاية والإقليم لتوحيد التشريعات للسماح للتسجيل في ولاية أو إقليم واحد وللسماح للمؤسسات الخيرية لجمع الأموال في كل الولايات والأقاليم الأسترالية الثمانية.

## كندا
يجب تسجيل المؤسسات الخيرية في كندا مع المؤسسات الخيرية المديرية لوكالة الإيرادات الكندية. وفقاً لوكالة الإيرادات الكندية:

المؤسسة الخيرية المسجلة هي منظمة أنشئت وشغلت لأهداف خيرية ويجب أن تكرس مصادرها لأنشطة خيرية. يجب أن تقام المؤسسة الخيرية في كندا ولا يمكن أن يستخدم دخلها لصالح أعضائها. وأيضاً يجب على المؤسسة الخيرية تلبية اختبار المنفعة العامة. وللتأهل في هذا الاختبار، يجب على المنظمة أن تبين:
- أن أنشطتها وأهدافها توفر فائدة مادية للعامة.
- والأشخاص المؤهلون للمصالح هم من العامة ككل أو قسم كبير منه وأنهم ليس مجموعة محدودة أو واحدة حيث أن الأعضاء يتشاركون في اتصالات خاصة مثل: نوادي اجتماعية أو جمعيات مهنية مع عضوية محددة.
- نشاطات الجمعية الخيرية يجب أن تكون قانونية ويجب ألا تكون مخالفة للسياسات العامة.

وللتسجيل كجمعية خيرية وعلى المنظمة أن تكون اما مدرجة أو محكومة بمستند قانوني يسمى استئمان أو دستور. يجب أن يشرح هذا المستند أهداف المنظمة وبنيتها.

## المملكة المتحدة
في المملكة المتحدة العلامة الأساسية للمكانة الخيرية تكون «مؤسسة خيرية مسجلة». والمنظمات الأخرى يجب ألا تصف نفسها بمؤسسات خيرية، إلا إذا كانت أقل من الحد ويتم الاحتفاظ بالمسجلين من قبل الهيئة الخيرية لإنجلترا وويلز (Charity Commission for England and Wales) وأسكتلندا من قبل مكتب المنظمات الخيرية الإسكتلندية (Office of the Scottish Charity Regulator). ستقوم الجمعية الخيرية في أيرلندا الشمالية بالحفاظ على السجل في الوقت المناسب (انظر أسفل).. يجب على المنظمات المطابقة أن تلبي المتطلبات القانونية المحددة الملخصة أدناه وتقديم المتطلبات مع منظمتهم وتخضع للتفتيش أو أشكال أخرى من الاستعراض.

### إنجلترا وويلز

#### تعريف المنظمة الخيرية
القسم 1 قانون المؤسسات الخيرية عام 2006 (Charities Act 2006) تقدم الإيضاح في إنجلترا وويلز.
(1) من أهداف قانون إنجلترا وويلز فإن «مؤسسة خيرية» تعني مؤسسة.
(أ) أنشأت لأهداف خيرية فقط.
(ب) تخضع لرقابة المحكمة العليا في ممارسة اختصاصها فيما يتعلق بالمؤسسات الخيرية.
ينص قانون المؤسسات الخيرية عام 2006 على القائمة التالية للأهداف الخيرية 
1. منع أو تخفيف الفقر
2. تعزيز التعليم
3. تعزيز الدين
4. تعزيز الصحة أو إنقاذ الأرواح
5. تعزيز المواطنة أو تنمية المجتمع
6. تعزيز الفنون والثقافة والتراث أو العلوم
7. تعزيز محبي الرياضة
8. تعزيز حقوق الإنسان وحل النزاعات أو الإصلاح وتعزيز الانسجام الديني أو العرقي أو المساواة والاختلاف
9. تعزيز حماية أو تحسين البيئة
10. تخفيف من المحتاجين بسبب: الكبر أو اعتلال الصحة أو الإعاقة أو ضائقة مالية أو غيرها من العوائق
11. تعزيز الرفق بالحيوان
12. تعزيز كفاءة القوات المسلحة لولي العهد أو الشرطة والحرائق وخدمات الإنقاذ والإسعاف
13. الإقرار بأهداف أخرى بأنها خيرية وأي أهداف خيرية مماثلة لأهداف خيرية أخرى.

يجب على المؤسسة الخيرية تقديم منفعة عامة.
قبل قانون المؤسسات الخيرية عام 2006 نشأ تعريف المؤسسة الخيرية من قائمة للأهداف الخيرية في قانون الأعمال الخيرية عام 1601 (Charitable Uses Act 1601) (ويعرف أيضاً بالنظام الأليزابيثي) والذي فسر وتوسع إلى مجموعة كبيرة من أحكام القضاء في المفوضين للأهداف الخاصة من ضريبة الدخل الخامس. حدد Pemsel (1891) وLord McNaughten أربع فئات من المؤسسات الخيرية والتي يمكن استخراجها من قانون الأعمال الخيرية (Charitable Uses Act) والتي كانت تعريف مقبول من الأعمال الخيرية لقانون المؤسسات الخيرية عام 2006 (Charities Act 2006).
1. تخفيف الفقر
2. تعزيز التعليم
3. تعزيز الدين
4. أهداف أخرى تعتبر مفيدة للمجتمع.

يجب على المؤسسات الخيرية الإنجليزية أن تستجيب مع قوانين المؤسسات الخيرية من عام 1992 (الجزء الثالث) و1993 و2006 والتي تنظم الشؤون مثل تقارير المؤسسات الخيرية والحسابات وجمع التبرعات.